# آجی بات
آجی بات (انگلیسی: Ajay Bhatt؛ زادهٔ ۱۹۶۱) سیاست‌مدار اهل هند است، که هم‌اکنون به‌عنوان وزیر دفاع هند فعالیت می‌کند.